# Син стърнищник
Сините стърнищници (Diplacodes trivialis) са вид насекоми от семейство Плоски водни кончета (Libellulidae).

## Разпространение и местообитание
Разпространени са в големи части от Азия, от Индия до Япония, и на югоизток до Австралия. Срещат се често в своя ареал, най-често в близост до малки сладководни водоеми.